# Malaconothrus setoumi
Malaconothrus setoumi är en kvalsterart som beskrevs av K. Fujikawa 2005. Malaconothrus setoumi ingår i släktet Malaconothrus och familjen Malaconothridae. Inga underarter finns listade i Catalogue of Life.